# 辰音奈奈
辰音奈奈，电子竞技解说员，业余歌手、配音演员。主要进行星际争霸2的解说，也担当过其他的游戏解说。曾为《网瘾战争》中的九村电话客服配音，亦为反恐精英Online中的女角色的无线电中文语音献声。